# 阿洪姆王国
阿洪姆王国是印度東北阿萨姆地区中古时期的一个傣族王国，1228年建国，首都位於西布萨加尔。建國者苏卡法原為中国云南德宏地区勐卯王国的傣族王子，由於引入相對先進的農業技術（水稻種植），傣族人口超越當地土著，進一步傣化了布拉马普特拉河流域的政治和社会生活風俗。該国的统治持续近600年，身為傣族最西方的王国，曾成功抵制莫卧儿帝国的扩张。阿洪姆人在十六世纪信仰印度教性力派，取代了原先精灵信仰。
虽然被称作阿洪姆王国，但它很大程度上是多民族的，到最后阿洪姆人仅占其中不到10%的人口。阿洪姆人把王国称为勐頓孫罕（Mong Dun Sun Kham，意為「富饒和充滿黃金的國家」或「黄金棺材」），当地的波多人把阿洪姆人建立的勐顿孙罕王国称为Ha Siam，在波多语中，Ha意為「土地」，Siam（或Shan）则是他们对所有傣、撣、泰民族的称呼。Ha Siam的发音逐渐演变为阿萨姆與阿洪姆。十七世纪后受蒙兀儿帝国与緬甸攻击（莫卧儿王朝先后17次发动对阿萨姆的战争，緬甸3次），統治末期因摩亚马里亚叛亂元气大伤，1817年和1826年期間緬甸入侵阿薩姆，扶持傀儡国王乔格斯瓦尔辛加，後被英國废除。1826年《楊達波條約》後，王国灭亡。

## 阿洪姆王国系譜
由蘇卡法至普兰达尔.辛格传王三十八代，所有王也是蘇卡法後人但親疏不定。不一定是单线继承的，通常国王从少数的几个王室家庭中选出，由五大臣擁立。
1. 苏卡法  Sukaphaa	1228–1268
2. 苏多发  Suteuphaa	1268–1281
3. 苏宾发  Subinphaa	1281–1293
4. 苏汉发  Sukhaangphaa	1293–1332
5. 苏杭发  Sukhrangpha	1332–1364
6. 空位期	1364–1369
7. 苏图发  Sutuphaa	1369–1376
8. 空位期	1376–1380
9. 陶汉底  Tyao Khamti	1380–1389
10. 空位期	1389–1397
11. 苏当发  Sudangphaa	1397–1407
12. 苏章发  Sujangphaa	1407–1422
13. 苏帕发  Suphakphaa	1422–1439
14. 苏森发  Susenphaa	1439–1488
15. 苏恒发  Suhenphaa	1488–1493
16. 苏平法  Supimphaa	1493–1497
17. 苏混发  Suhungmung	1497–1539
18. 苏肯法  Suklenmung	1539–1552
19. 苏汉法  Sukhaamphaa	1552–1603
20. 苏森法  Susenghphaa	1603–1641
21. 苏兰法  Suramphaa	1641–1644
22. 苏廷法  Sutingphaa	1644–1648
23. 苏坦拉  Sutamla	1648–1663
24. 苏厐蒙  Supangmung	1663–1670
25. 孙亚发  Sunyatphaa	1670–1672
26. 苏兰发  Suklamphaa	1672–1674
27. 苏混      Suhung	1674–1675
28. 戈巴尔罗贾 Gobar Roja	1675–1675
29. 苏京发  Sujinphaa	1675–1677
30. 苏多法  Sudoiphaa	1677–1679
31. 苏力法  Sulikphaa	1679–1681
32. 苏帕法  Supaatphaa	1681–1696
33. 苏混法  Sukhrungphaa	1696–1714
34. 苏坦法  Sutanphaa	1714–1744
35. 苏嫩发  Sunenphaa	1744–1751
36. 苏伦发  Suremphaa	1751–1769
37. 孙耶发 Sunyeophaa	1769–1780
38. 苏希厐法 Suhitpangphaa	1780–1795
39. 苏钦法 Suklingphaa	1795–1811
40. 苏丁法 Sudingphaa	1811–1818
41. 普兰达尔辛加 Purandar Singha	1818–1819
42. 苏丁发 Sudingphaa	1819–1821
43. 乔格斯瓦尔辛加 Jogeswar Singha	1821–1822
44. 普兰达尔辛加 Purandar Singha	1833–1838